# Virtua Tennis 3
Virtua Tennis 3, conosciuto in Giappone come Sega Professional Tennis Power Smash 3, è il secondo sequel del videogioco arcade di tennis targato SEGA. Il videogioco è disponibile su PlayStation 3, Xbox 360, PlayStation Portable, Microsoft Windows e Arcade.

## Giocatori
| - Roger Federer - Rafael Nadal - Lleyton Hewitt - Andy Roddick - Tim Henman - James Blake - Tommy Haas | - Sébastien Grosjean - Mario Ančić - Juan Carlos Ferrero - David Nalbandian - Taylor Dent - Gaël Monfils |

| - Marija Šarapova - Venus Williams - Martina Hingis - Lindsay Davenport | - Nicole Vaidišová - Daniela Hantuchová - Amélie Mauresmo |

| - King - Duke |

## Versioni
La versione del gioco per quanto riguarda l'Arcade ha la modalità Tournament ed Exhibition, invece per le console casalinghe è stata introdotta la modalità World Tour e Court Games. Sia per l'arcade e le console casalinghe è stata introdotta la modalità Challenge.
Nella versione di Xbox 360 si può giocare esclusivamente su Xbox Live con la modalità del torneo, invece sulla versione PlayStation 3 è stata inclusa l'opzione di controllare il gioco utilizzando il Sixaxis come sensore di movimento.
Entrambe le versioni raggiungono la risoluzione di 1080p. Virtua Tennis 3 è il secondo gioco che "nasce" su Xbox 360 con la risoluzione di 1080p (il primo gioco era NBA Street: Homecourt, che è stato immesso in commercio nei mesi precedenti).
Una demo giocabile della versione di Xbox 360 è uscita su Xbox Live Marketplace il 16 marzo 2007.

## Curiosità
Il cognome di Gaël Monfils e Daniela Hantuchová sono entrambi pronunciati erroneamente nel gioco. La corretta pronuncia è "mon-FIS" e "AN-tu-co-và".